# Festival d'Eurovisió de Joves Ballarins
El Festival d'Eurovisió de Joves Ballarins (Eurovisió Young Dancers) és un concurs biennal organitzat per la Unió Europea de Radiodifusió (UER). Se celebra des de 1985, amb un format similar al Festival d'Eurovisió, on cada país membre de la UER hi pot participar.
Els participants han de tenir entre 15 i 21 anys i no han de dedicar-se professionalment al ball. Poden participar-hi individualment o per parelles de ball. El guanyador és triat per un jurat professional.
En 1989 i 2003, el concurs va premiar per separat la dansa clàssica i la contemporània.
En 2007, no es va realitzar a causa d'un nou certamen per part de la UER, el Festival de Ball d'Eurovisió. Estava previst que el programa hi tornés en 2009, però no es va celebrar a causa del baix nombre de països interessats a participar.
En 2011, la UER, va decidir tornar a celebrar aquest certamen.
En 2017, la UER tenia planejat cancel·lar el certamen a causa del baix nombre de països interessats a participar. No obstant això, la UER va confirmar que aquest festival continuaria.
Cal destacar, que el país més reeixit d'aquest festival és Espanya, ja que ha guanyat en 5 ocasions. Completen el podi els Països Baixos i Polònia amb 2 victòries.

## Seus
| Any  | País          | Ciutat        | Lloc                          | Participants |    |
| ---- | ------------- | ------------- | ----------------------------- | ------------ | -- |
| 1985 | Itàlia        | Reggio Emilia | Teatro Municipale             | 11           | 11 |
| 1987 | Alemanya      | Schwetzingen  | Schlosstheater                | 14           | 14 |
| 1989 | França        | París         | Palau de Congressos de París  | 17           | 17 |
| 1991 | Finlàndia     | Hèlsinki      | Teatre ciutat de Hèlsinki     | 15           | 15 |
| 1993 | Suècia        | Estocolm      | Dansens Hus                   | 15           | 15 |
| 1995 | Suïssa        | Lausana       | Théâtre de Beaulieu           | 15           | 15 |
| 1997 | Polònia       | Gdynia        | Teatr Musyczny                | 12           | 12 |
| 1999 | França        | Lió           | Opéra de Lió                  | 16           | 16 |
| 2001 | Regne Unit    | Londres       | Linbury Studio Theatre        | 18           | 18 |
| 2003 | Països Baixos | Amsterdam     | Stadsschouwburg Theatre       | 17           | 17 |
| 2005 | Polònia       | Varsòvia      | National Theatre              | 10           | 10 |
| 2007 | Cancel·lat    | Cancel·lat    | Cancel·lat                    | Cancel·lat   |    |
| 2009 | Cancel·lat    | Cancel·lat    | Cancel·lat                    | Cancel·lat   |    |
| 2011 | Noruega       | Oslo          | Dansens Hus                   | 10           | 10 |
| 2013 | Polònia       | Gdansk        | Baltic Opera House            | 10           | 10 |
| 2015 | Txèquia       | Pilsen        | Nové divadlo                  | 10           | 10 |
| 2017 | Txèquia       | Praga         | Centre de congressos de Praga | 8            | 8  |
| 2019 | Cancel·lat    | Cancel·lat    | Cancel·lat                    | Cancel·lat   |    |

## Països guanyadors
Els guanyadors del Festival d'Eurovisió de Joves Ballarins de totes les edicions celebrades es resumeixen en aquesta taula:

Mapa de guanyadors

| Victòries | País            | Any/s                        |
| --------- | --------------- | ---------------------------- |
| 5         | Espanya         | 1985, 1991, 1993, 1995, 1997 |
| 3         | Polònia         | 2001, 2015, 2017             |
| 2         | Països Baixos   | 2005, 2013                   |
| 1         | Noruega         | 2011                         |
| 1         | República Txeca | 2003                         |
| 1         | Suècia          | 2003                         |
| 1         | Ucraïna         | 2003                         |
| 1         | Alemanya        | 1999                         |
| 1         | França          | 1989                         |
| 1         | Regne Unit      | 1989                         |
| 1         | Dinamarca       | 1987                         |

## Premis acumulats
A continuació es mostra una taula amb el rànquing dels països que han aconseguit algun premi des que se celebra el certamen i el nombre de vegades que han obtingut aquest premi:
| Posició | País          | Primer premi | Segon premi | Tercer premi | Total de premis |
| ------- | ------------- | ------------ | ----------- | ------------ | --------------- |
| 1       | Espanya       | 5            | 0           | 1            | 6               |
| 2       | Països Baixos | 2            | 0           | 1            | 3               |
| 2       | Polònia       | 2            | 1           | 0            | 3               |
| 3       | Suècia        | 1            | 2           | 2            | 5               |
| 4       | Alemanya      | 1            | 1           | 1            | 3               |
| 4       | França        | 1            | 1           | 1            | 3               |
| 5       | Noruega       | 1            | 1           | 0            | 2               |
| 6       | Dinamarca     | 1            | 0           | 1            | 2               |
| 7       | Regne Unit    | 1            | 0           | 0            | 1               |
| 8       | Ucraïna       | 1            | 0           | 0            | 1               |
| 9       | Bèlgica       | 0            | 2           | 2            | 4               |
| 10      | Suïssa        | 0            | 2           | 0            | 2               |
| 11      | Eslovènia     | 0            | 1           | 0            | 1               |
| 11      | Àustria       | 0            | 0           | 1            | 1               |